# Ragnar Nordgren
Ragnar Erik Nordgren, född 7 april 1865 i Stockholm, död där 15 januari 1945, var en svensk barnläkare.
Ragnar Nordgren var son till apotekaren Gustaf Robert Nordgren. Efter mogenhetsexamen 1884 studerade Nordgren vid Karolinska Institutet och blev medicine kandidat 1888 och medicine licentiat 1892. Efter olika förordnanden, bland annat 1894–1897 vid Allmänna barnhuset i Stockholm och 1897–1902 vid Karolinska Institutets pediatriska poliklinik, var han 1901–1903 tillförordnad överläkare och 1911–1933 ordinarie överläkare vid Barnsjukhuset Samariten. Han var dessutom skolläkare vid Östermalms folkskolor 1899–1930 och hade praktik i Stockholm 1897–1939. Nordgren var en av Stockholms mest anlitade barn- och familjeläkare. 
Nordgren innehade flera förtroendeuppdrag. Bland annat var han ordförande i Svenska skolläkareföreningen 1926–1930 samt ledamot av Hedvig Eleonora församlings skolråd 1906–1935, av styrelsen för Östermalms skollovskolonier 1902–1931 (vice ordförande från 1927), av styrelsen för Stockholms borgarskola 1913–1935 och av Stockholms stads nykterhetsnämnd 1923–1931 (ordförande från 1930). Nordgren var en av stiftarna av Hjälpklassernas skyddsförening och ledamot av dess styrelse 1907–1939 (ordförande från 1931). Han utgav skrifter av bland annat pediatriskt och skolhygieniskt innehåll bland vilka märks Über kongenitale spastische Pylorushypertrophie (1902), Sur le mode d'apparition de la chorée (1923), Om behandling av akuta glomerulonephriter med inskjutande av äggvite- och koksaltfria dagar (1926), Några fysiologiska och hygieniska anvisningar för en skolorganisation (1927).